# Vettorcardiogramma
Il vettorcardiogramma (a volte abbreviato in VCG) è un metodo per registrare la grandezza e la direzione delle forze elettriche generate dal cuore per mezzo di una serie continua di vettori che formano linee curve attorno a un punto centrale.
La vettorcardiografia è stata sviluppata da E. Frank a metà degli anni '50. Poiché il corpo umano è una struttura tridimensionale, l'idea di base fu di costruire tre derivazioni ortogonali contenenti tutte le informazioni elettriche. Le tre derivazioni sono rappresentate dall'asse destra-sinistra (X), dall'asse testa-piedi (Y) e dall'asse anteriore-posteriore (antero-posteriore) (Z).
Per poter calcolare le derivazioni di Frank X, Y e Z utilizzando il sistema di derivazioni standard, sono usate le seguenti espressioni:
X = -(-0.172 V1 - 0.074 V2 + 0.122 V3 + 0.231 V4 + 0.239 V5 + 0.194 V6 + 0.156 DI - 0.010 DII) (1)
Y = (0.057 V1 - 0.019 V2 - 0.106 V3 - 0.022 V4 + 0.041 V5 + 0.048 V6 - 0.227 DI + 0.887 DII) (2)
Z = -(-0.229 V1 - 0.310 V2 - 0.246 V3 - 0.063 V4 + 0.055 V5 + 0.108 V6 + 0.022 DI + 0.102 DII) (3)
Esistono diversi criteri su come valutare un vettore, sviluppati da numerosi ricercatori. Alcuni studiosi presentano queste metodiche varie, prodotte in oltre mezzo secolo e offrono un approccio avanzato chiamato Spatial Vectorcardiometry (SVCM). La tesi originale russa è archiviata presso l'Odessa Medical Academy.

## Spatial QRS-T angle
Il Spatial QRS-T angle (SA) (in italiano "angolo spaziale QRS-T", termine poco usato)  è derivato dal vettorcardiogramma, che è la rappresentazione tridimensionale dell'elettrocardiogramma a 12 derivazioni (ECG) ottenuto con sistemi computerizzati. La SA è l'angolo di deviazione tra due vettori: uno è l'asse spaziale del complesso QRS, che rappresenta tutte le forze elettriche prodotte dalla depolarizzazione ventricolare e l'altro è l'asse dell'onda T, che rappresenta tutte le forze elettriche prodotte dalla ripolarizzazione ventricolare. Il SA mostra la differenza di direzione tra la depolarizzazione ventricolare e la sequenza di ripolarizzazione.
Negli individui sani, la direzione della depolarizzazione e della ripolarizzazione ventricolare è relativamente inversa; questo crea visivamente un angolo acuto. Vi è un'elevata variabilità individuale e una differenza tra popolazione maschile e femminile: la SA media e normale in femmine e maschi, adulti sani, è di 66° e 80°, rispettivamente,, ma variazioni molto simili si riscontrano anche nella popolazione anziana (65 anni e oltre). Nell'analisi ECG, la SA è classificata normale (sotto 105°), anomala borderline (105-135°) e anormale (maggiore di 135°). Un aumento dell'angolo SA si evidenzia quando il cuore presenta delle patologie, che si riflettono in un ECG anomalo. Un SA ampio indica una sequenza di ripolarizzazione ventricolare alterata e può essere secondario a cambiamenti strutturali e funzionali del miocardio che a loro volta inducono un accorciamento regionale in termini di durata del potenziale d'azione e un funzionamento alterato del canale ionico.
Gli attuali marcatori ECG standard delle anomalie di ripolarizzazione includono depressione ST, inversione dell'onda T e prolungamento dell'intervallo QT: diversi studi hanno tentato di dimostrare la forza prognostica della SA per morbilità e mortalità cardiache rispetto a questi e ad altri parametri elettrocardiografici. In effetti la variabilità della dimensione dell'angolo tra QRS e onda T, si è ben correlato nell'ipertensione arteriosa, nel rischio cardiovascolare assoluto al di sopra dei 55 anni (sia maschi che femmine). Lo studio Women's Health Initiative ha concluso che un'aumentata SA era il più forte predittore di rischio di insufficienza cardiaca e un fattore di rischio per tutte le cause di mortalità rispetto a diversi altri parametri ECG. La SA aumenterebbe anche l'accuratezza nella diagnosi dell'ipertrofia ventricolare sinistra: se si utilizzano solo i criteri ECG convenzionali, l'accuratezza diagnostica si orienterebbe sul 57%, tuttavia l'inclusione della SA migliorava la percentuale sino al 79%, come riportato in un recente studio del 2012.
L'attuale applicazione della metodica è tuttavia parziale, seppur potrebbe essere integrata nell'esame ECG, poiché il software di vettorcardiografia computerizzata è disponibile, efficiente e non influenzato da biases interpretativi a differenza di altri parametri ECG.